# Scott Ritter
William Scott Ritter Jr. (nacido el 15 de julio de 1961 en Estados Unidos) es un ex oficial de inteligencia del Cuerpo de Marines de los Estados Unidos. Trabajó en este cargo antes de 1991 y luego fue inspector de armas para la Comisión Especial de las Naciones Unidas hasta 1998. En 1989 conoció a su esposa en Rusia y actualmente trabaja para los medios estatales rusos RT y Sputnik.Ha sido condenado como delincuente sexual infantil.
Ritter fue un analista militar júnior durante la Operación Tormenta del Desierto. Fue miembro de la UNSCOM supervisando el desarme de armas de destrucción masiva (ADM) en Irak entre 1991 y 1998, cargo al que renunció en protesta. Más tarde se convirtió en un crítico de la guerra de Irak y de la política exterior de Estados Unidos en Oriente Medio. El único trabajo profesional que Scott Ritter ha tenido desde 1998, cuando trabajaba como inspector de armas, es que pasó unos años trabajando como bombero, de donde lo despidieron. Antes de ir a la cárcel en 2011, sufría pérdidas financieras y se había endeudado. En los últimos años ha sido colaborador habitual de los medios de comunicación estatales rusos RT y Sputnik. Las autoridades ucranianas lo han incluido en la lista negra por difundir mensajes falsos y desinformación. Ha visitado Rusia en apoyo a Rusia desde el inicio de la invasión rusa de Ucrania en 2022. En junio de 2024, Ritter afirmó que las autoridades estadounidenses le confiscaron el pasaporte y le impidieron visitar Rusia. El FBI ha sospechado que su mujer tenía conexiones con la KGB rusa.

## Arrestos y condenas por delitos sexuales
Ritter fue objeto de dos operaciones encubiertas por parte de las fuerzas del orden en 2001. En junio de 2001 fue acusado de intentar concertar una reunión con un agente de policía encubierto que se hizo pasar por una joven de 16 años.  Se le acusó de un delito menor de "intento de poner en peligro el bienestar de un niño". El cargo fue desestimado y el expediente fue sellado después de completar seis meses de libertad condicional previa al juicio.  Ritter fue arrestado nuevamente en noviembre de 2009 por comunicarse con un señuelo policial que conoció en un sitio de chat de Internet. La policía dijo que se expuso a través de una cámara web después de que el oficial se identificó repetidamente como una niña de 15 años.
Al mes siguiente, Ritter renunció a su derecho a una audiencia preliminar y fue liberado bajo fianza sin garantía de 25 000 dólares. Los cargos incluían "contacto ilegal con un menor, uso delictivo de un medio de comunicación, corrupción de menores, exposición indecente, posesión de instrumentos del delito, intento de delito y solicitación delictiva". En octubre de 2011 fue condenado a una pena de entre un año y medio y cinco años y medio de prisión. Fue enviado a la prisión estatal de Laurel Highlands en el condado de Somerset, Pensilvania, en marzo de 2012 y puesto en libertad condicional en septiembre de 2014.
A principios de la década de 2000, Ritter y su esposa, Marina, se unieron al departamento de bomberos voluntarios de Delmar, Nueva York . Delmar está al suroeste de Albany . Scott se convirtió en uno de sus miembros más activos y finalmente fue seleccionado como jefe asistente. Según el testimonio ante el tribunal, en 2004, cuando dejó de asistir a terapia, había adquirido el hábito casi diario de intentar conocer mujeres en salas de chat de Internet, en automóviles o en lugares apartados, para que pudieran verlo masturbarse. Él ha atribuido este comportamiento a su continua depresión.
En 2009, cuando se hicieron públicos los delitos sexuales de Scott Ritter con una menor, perdió el único trabajo regular que había tenido en los últimos años — escribir análisis sobre acontecimientos mundiales para una empresa privada de energía — y se informó que estaba muy endeudado. También en ese momento, Ritter fue retirado de sus funciones activas en el departamento de bomberos de Delmar, algo que describió como “una de las decepciones más profundas que he experimentado”.

## Invasión rusa de Ucrania
En abril de 2022, poco después del inicio de la invasión rusa a Ucrania, Ritter tuiteó que la Policía Nacional de Ucrania era responsable de la masacre de Bucha y que el presidente estadounidense Joe Biden era un "criminal de guerra" por "tratar de trasladar la culpa de los asesinatos de Bucha" a Rusia. Al parecer, Ritter no había hecho comentarios previamente sobre Ucrania o Rusia. Human Rights Watch encontró evidencia que vincula los asesinatos con el ejército ruso. Posteriormente fue suspendido de Twitter por violar sus normas sobre "acoso y abuso", pero su cuenta fue restablecida al día siguiente. Su posición fuertemente prorrusa atrajo rápidamente la atención internacional negativa. En 2022, se convirtió en colaborador de los medios de comunicación estatales rusos RT y Sputnik. Comparó a Ucrania con un "perro rabioso" al que había que matar. Comparó el trato que la ley ucraniana daba a los rusos con el trato que la Alemania nazi daba a los judíos. En octubre de 2022, publicó un tuit provocativo sobre Bucha, "Bucha fue un crimen de guerra, Ucrania lo hizo". DisInfoChronicle, un sitio web de la ONG Detector Media que afirma refutar la desinformación rusa, escribió que Rusia estaba utilizando a Ritter para "promover narrativas que necesita el Kremlin".
En julio de 2022, el Centro Ucraniano para Contrarrestar la Desinformación incluyó a Ritter en una lista de los que llamó propagandistas rusos.  En abril de 2022 y abril de 2023, Ritter dijo que Rusia estaba ganando la guerra. El medio de noticias estatal estadounidense Polygraph.info escribió que las afirmaciones de Ritter sobre la victoria de Rusia en la guerra y sobre la masacre de Bucha eran falsas. En mayo de 2023, Ritter comenzó una gira de presentación de libros por Kazán, Irkutsk y Ekaterimburgo para su libro más reciente, Desarme en la época de la Perestroika, que examina los acuerdos sobre armas nucleares entre Rusia y Estados Unidos. 
En enero de 2024, Ritter visitó Chechenia y se dirigió a miles de combatientes chechenos en una plaza central de Grozni, la capital. El periodista de la BBC Francis Scarr lo calificó como "uno de los momentos más surrealistas de la guerra hasta ahora. [...] Scott Ritter apareció en Chechenia y habló en un ruso entrecortado (parte del cual no pude entender) a miles de combatientes de Ramzan Kadyrov sobre sus esfuerzos por fortalecer la 'amistad entre Chechenia y Estados Unidos'". En su discurso, Ritter reiteró nuevamente su creencia de que Rusia ganará su guerra con Ucrania. Después del discurso de Ritter en Grozny, donde fue recibido como invitado de Chechenia, Kadyrov hizo una declaración pública de que había dado a Ritter una lista de 20 prisioneros de guerra ucranianos que estaba dispuesto a liberar a cambio de un levantamiento de las sanciones estadounidenses sobre él y su familia. Kadyrov calificó su declaración pública de "troleo" y dijo que no había sido seria.
En junio de 2024, las autoridades estadounidenses confiscaron el pasaporte de Ritter y le impidieron visitar Rusia. Según Ritter, tres agentes de Aduanas y Protección Fronteriza de Estados Unidos lo detuvieron cuando estaba a punto de abordar un vuelo a Estambul para asistir al Foro Económico Internacional de San Petersburgo. Dijo que los agentes nunca le mostraron una orden judicial ni le dieron un recibo cuando le confiscaron el pasaporte. El portavoz de Vladímir Putin, Dmitri Peskov, dijo que los "detalles" sobre la situación no estaban claros. Peskov también dijo que la restricción de viajes de exagentes de inteligencia "se practica en casi todos los países en relación con los ex oficiales de inteligencia" y que si Ritter fue sacado del vuelo para impedirle hablar en Rusia, entonces fue parte de una "campaña frenética para evitar que los ciudadanos estadounidenses establezcan al menos algunos contactos con Rusia".

## Redada del FBI
El 7 de agosto de 2024, el FBI realizó una redada en la casa de Ritter cerca de Albany como parte de los esfuerzos del Departamento de Justicia para combatir la interferencia electoral rusa. 